# Yasco Sports Complex
Yasco Sports Complex – stadion piłkarski w Saint John’s na wyspie Antigua, w Antigui i Barbudzie. Mieści 1000 osób.